# Missione sui iuris dell'Afghanistan
La missione sui iuris dell'Afghanistan (in latino Missio sui iuris Afghanistaniensis) è una sede della Chiesa cattolica in Afghanistan. Nel 2022 contava 200 battezzati su 32.095.000 abitanti. È retta dal superiore Giovanni Scalese, B.

## Territorio
La missione sui iuris comprende l'intero territorio dell'Afghanistan.
Sede della missione è la città di Kabul dove, all'interno dell'ambasciata italiana, si trova l'unica cappella cattolica di tutto il paese.

## Storia
La missione sui iuris è stata eretta da papa Giovanni Paolo II il 16 maggio 2002 a partire dalla missione affidata ai barnabiti, che già si trovava nel paese dal 1933. Contestualmente ne è stato nominato come primo superiore il padre Giuseppe Moretti, rimasto in carica fino al 2014, quando gli è succeduto il padre Giovanni Scalese. Dal 2004 i barnabiti furono coadiuvati dalle missionarie della carità soprattutto per le attività in campo umanitario.
A seguito dell'offensiva talebana del 2021, l'attività pastorale della missione è stata sospesa: l'ambasciata italiana è stata chiusa nell'agosto 2021 e il superiore della missione Giovanni Scalese, unico sacerdote presente in quel momento in Afghanistan, ha lasciato il Paese assieme alle missionarie della carità e ad alcuni bisognosi, per cui la comunità cattolica afghana ha di fatto cessato di esistere.

## Cronotassi dei superiori
Si omettono i periodi di sede vacante non superiori ai 2 anni o non storicamente accertati.
- Giuseppe Moretti, B. (16 maggio 2002 - 4 novembre 2014 ritirato)
- Giovanni Scalese, B., dal 4 novembre 2014

## Statistiche
La missione sui iuris nel 2022 su una popolazione di 32.095.000 persone contava 200 battezzati.
| anno | popolazione | popolazione | popolazione | presbiteri | presbiteri | presbiteri | presbiteri                | diaconi | religiosi | religiosi | parrocchie |
| anno | battezzati  | totale      | %           | numero     | secolari   | regolari   | battezzati per presbitero | diaconi | uomini    | donne     | parrocchie |
| ---- | ----------- | ----------- | ----------- | ---------- | ---------- | ---------- | ------------------------- | ------- | --------- | --------- | ---------- |
| 2002 | ?           | 20.838.000  | ?           | 1          |            | 1          | ?                         |         | 1         | 4         | 1          |
| 2003 | ?           | 20.838.000  | ?           | 1          |            | 1          | ?                         |         | 1         | 4         | 1          |
| 2004 | ?           | 21.000.000  | ?           | 1          |            | 1          | ?                         |         | 1         | 3         | 1          |
| 2005 | 100 ca.     | ?           | ?           | 1          |            | 1          | 100                       |         | 1         | 7         | 1          |
| 2007 | 250         | 22.000.000  | 0,0         | 18         |            | 18         | 14                        |         | 20        | 12        | 1          |
| 2010 | 200         | 22.000.000  | 0,0         | 5          |            | 5          | 40                        |         | 9         | 12        | 1          |
| 2014 | 200         | 26.000.000  | 0,0         | 4          |            | 4          | 50                        |         | 4         | 12        | 1          |
| 2017 | 210         | 27.658.140  | 0,0         | 3          |            | 3          | 70                        |         | 3         | 8         | 1          |
| 2020 | 200         | 30.726.000  | 0,0         | 1          |            | 1          | 200                       |         | 1         | 7         | 1          |
| 2022 | 200         | 32.095.000  | 0,0         | 4          |            | 4          | 50                        |         | 7         | 8         | 1          |